# Владиславув (гміна Брохув)
Владиславув (пол. Władysławów) — село в Польщі, у гміні Брохув Сохачевського повіту Мазовецького воєводства.